# Urszula Broll
Urszula Eugenia Broll-Urbanowicz (ur. 17 marca 1930 w Katowicach, zm. 17 lutego 2020 w Przesiece) – polska malarka, animatorka kultury niezależnej, buddystka. Współzałożycielka Grupy ST-53, członkini ezoterycznego kręgu Oneiron, współinicjatorka i uczestniczka pierwszej w Polsce grupy buddyjskiej.

## Życiorys
Urodziła się w Katowicach, w rodzinie ze śląskim rodowodem, w której mieszały się wpływy polskie i niemieckie. Ojciec, Jan Broll, pochodził z polskojęzycznej rodziny z Zabrza. Był uczestnikiem Powstań śląskich, naczelnikiem gminy Wełnowiec (obecnie Katowice). Matka, Katarzyna Loch, urodzona w Berlinie, wywodziła się z niemieckojęzycznej śląskiej rodziny. Urszula była najmłodszą z trzech córek, starszą od niej była Krystyna, a najstarszą Halina. Naukę rozpoczęła w 1937 roku. Uczyła się najpierw w polskiej szkole w Katowicach, a po wybuchu II wojny światowej w niemieckojęzycznej szkole we Wrocławiu (przez rok). W 1949 roku zdała maturę w żeńskim liceum w Katowicach i dostała się na studia w katowickiej uczelni artystycznej, wówczas filii Państwowej Wyższej Szkoły Sztuk Plastycznych we Wrocławiu (od 1952 r. Wydział Grafiki Akademii Sztuk Pięknych w Krakowie) – kierunek grafika propagandowa, plakat. Nauki pobierała między innymi u prof. Leona Dołżyckiego (malarstwo), prof. Bogdana Góreckiego (grafika propagandowa) i prof. Aleksandra Raka (grafika artystyczna i rysunek). Studia ukończyła z wyróżnieniem w 1955 roku.
Pod koniec lat 50. wzięła ślub z Andrzejem Urbanowiczem, absolwentem krakowskiej ASP. W 1960 zamieszkali w kamienicy przy ul. Piastowskiej 1, gdzie założyli pracownię. Miejsce stało się swoistym centrum życia artystycznego – odbywały się tam spotkania, dyskusje, prywatne wystawy obrazów. Wśród uczestników spotkań w pracowni byli m.in. Marian Bogusz, Henryk Mikołaj Górecki, Ryszard Krynicki oraz Julian Przyboś.
W 1965 przyszedł na świat syn Broll i Urbanowicza – Roger.
W 1967, razem z Andrzejem Urbanowiczem, Henrykiem Wańkiem, Antonim Halorem i Zygmuntem Stuchlikiem, założyła grupę Oneiron.
W latach 70. Urszula i Andrzej Urbanowiczowie koncentrują swoje zainteresowania wokół buddyzmu. Wraz z przyjaciółmi (Henryk Waniek, Tadeusz Sławek, Jerzy Illg, Stanisław Kasprzyk) wydają w lutym 1974 roku pierwszy w PRL periodyk buddyjski pt. „Droga”, później zwany „Droga Zen”. W 1975 roku formalnie powstaje tu pierwsza grupa buddyjska w Polsce.
Małżeństwo Broll i Urbanowicza kończy się rozwodem w 1978 roku. W życiu Urszuli pojawia się Henryk Smagacz, towarzysz praktyk duchowych, malarz i tłumacz, który z czasem staje się jej partnerem życiowym, a w 2016 roku małżonkiem. 
W 1983 roku Urszula Broll wraz z synem Rogerem i Henrykiem Smagaczem opuszcza Katowice. Zamieszkuje w Przesiece, w woj. jeleniogórskim (obecnie woj. dolnośląskie). Spędza tam resztę życia zajmując się twórczością malarską i praktyką duchową.
W 2014 otrzymała odznakę honorową „Zasłużony dla Kultury Polskiej”.
Została pochowana w Centrum Buddyjskim Bencien Karma Kamtsang w Grabniku.

## Twórczość
Już w czasie studiów nawiązała kontakty z Klaudiuszem Jędrusikiem, Waldemarem Świerzym, Włodzimierzem Napieralskim i Sylwestrem Wieczorkiem, W 1953 Urszula Broll brała udział w wystawie zorganizowanej w domu Sylwestra Wieczorka, które to wydarzenie dało impuls do uformowanie się grupy artystycznej ST-53. W 1956 roku w Stalinogrodzie (ówczesna nazwa Katowic) odbyła się pierwsza oficjalna wystawa grupy ST-53, poprzedzona dwudniowym spotkaniem artystów w domu Urszuli. Urszula brała czynny udział w kolejnych wystawach m.in. w 1956 w Krakowie i w Warszawie, w 1957 w Poznaniu, Szczecinie, Katowicach, Warszawie. W 1963 w Biurze Wystaw Artystycznych w Katowicach odbyła się indywidualna wystawa prac artystki.
W twórczości Urszuli Broll można wyróżnić kilka etapów: w latach 50. twórczość artystki inspirowały postimpresjonizm (obrazy „Stara Ślązaczka”, „Kobiety śląskie”) i kubizm (seria „Martwe natury”), po 1956 stosowała ona większe uproszczenia i syntezę form, charakterystyczne dla tego okresu są jej symboliczne śląskie pejzaże. Od 2. połowy lat 50. artystka coraz bardziej interesuje się abstrakcją, a szczególnie nurtami „informel” i taszyzmem. Na początku lat 70. ogranicza działalność artystyczną i skupia się na kwestiach duchowych, kierując się w stronę filozofii buddyjskiej.

## Wystawy indywidualne (wybór)
- 1959 – wystawa w Galerii Krzywe Koło, Warszawa. Artystka pokazuje cykl Przekształcenia
- 1961 – wystawa obrazów olejnych, galeria Svea - Galleriet, Sztokholm, Szwecja
- 1963 – wystawa obrazów olejnych Alikwoty, BWA w Katowicach
- 1963 – wystawa malarstwa, Galeria Grupy Krakowskiej Krzysztofory, Kraków
- 1970 – wystawa akwarel, Galeria Współczesna KMPiK, Warszawa
- 1970 – wystawa malarstwa i rysunków z lat 1967–1970, BWA, Katowice
- 1971 – wystawa obrazów, akwarel i rysunków, Galeria Pegaz (Dom Turysty) Zakopane
- 1973 – wystawa malarstwa, Galeria „Propozycje” (Klub Związków Twórczych), Opole
- 1973 – wystawa malarstwa, Galeria „Katowice” (ul. Warszawska 37), Katowice
- 1979 – wystawa rysunków i akwarel w Library Gallery Randolph, New Jersey (USA)
- 1984 – pierwsza prezentacja prac artystki w Kotlinie Jeleniogórskiej (akwarele, rysunki, olejne pejzaże z lat 1968–1984), Galeria Sztuki Współczesnej KMPiK (Pl. Ratuszowy 50), Jelenia Góra
- 1987 – wystawa akwareli i rysunków, BWA Kłodzko
- 1994 – wystawa akwarel i rysunków zorganizowana w ramach Festiwalu Kameralistyki, Górnośląskie Centrum Kultury, Katowice
- 1997 – wystawa mandali i rysunków tuszem (wybór z lat 1968-1996), towarzyszył jej film autorstwa P. Lipińskiego i TV Aval, BWA Jelenia Góra
- 1997 – wystawa akwareli i rysunków w Galerii Na Żywo Rozgłośni Polskiego Radia w Katowicach
- 2004 – wystawa pt. Urszula Broll. Malarstwo (lata 50. i 60.) w Galerii Czas w Będzinie, przeniesienie wystawy do Salonu Antykwarycznego „Nautilus” w Krakowie
- 2005 – retrospektywna wystawa, obrazująca cały dorobek artystyczny. Wystawa była wspólnym przedsięwzięciem jeleniogórskiego i katowickiego BWA, wpisanym w program Dolnośląskiego Festiwalu Sztuki. Premiera: BWA Jelenia Góra, w następnych miesiącach wystawę pokazano w galeriach BWA Katowice, Legnica, Wałbrzych.
- 2006 – wystawa pt. Prace z lat 1952–1969, Galeria Art NEW Media, Warszawa
- 2013 – wystawa pt. Akwarele geometryczne (1963–2013), Galeria 111 w Szczecinie, pod patronatem Muzeum Narodowego w Szczecinie
- 2015-2016 – wystawa pt. Urszula Broll – Malarstwo, towarzyszył jej film nakręcony przez Alekę Polis w pracowni artystki, BWA Jelenia Góra[10]
- 2019 – wystawa 50 prac z różnych okresów twórczości, Sudeckie Centrum Kultury i Sztuki, Szklarska Poręba
- 2020 – Atman znaczy Oddech, Muzeum Rzeźby im. Xawerego Dunikowskiego w Królikarni Warszawa[11][12]

## Wystawy zbiorowe (wybór)
- 1953 – pierwsza nieoficjalna wystawa Grupy St-53, dom Sylwestra Wieczorka w Bradzie
- 1954 – druga nieoficjalna wystawa Grupy St-53 w mieszkaniu Mary Obremby w Katowicach
- 1956 – pierwsza oficjalna wystawa Grupy St-53, Klub Pracy Twórczej, Stalinogród
- 1956 – wystawa Grupy St-53, Pałac Sztuki, Kraków
- 1956 – wystawa  Grupy St-53, Galeria Krzywe Koło, Warszawa
- 1957 – wystawa grup twórczych St-53, Grupy R-55, Grupy 55, CBWA, ZPAP, KMPiK, Poznań przeniesiona do BWA w Szczecinie
- 1957 – wystawa St-53, CBWA – ZPAP, Katowice,
- 1957 – II Wystawa Sztuki Nowoczesnej, Zachęta, Warszawa
- 1959 – III Wystawa Sztuki Nowoczesnej, Zachęta, Warszawa
- 1962 – Polskie dzieło plastyczne w XV-lecie PRL, Muzeum Narodowe, Warszawa
- 1963 – Konfrontacje 1963 w Galerii Krzywe Koło, Warszawa
- 1963 – I Międzynarodowe Studium Pleneru Koszalińskiego w Osiekach
- 1963 – I Parada Sztuki Współczesnej, Galeria EL w Elblągu
- 1969 – II Katowickie Spotkania Twórców i Teoretyków Sztuki, wernisaż wystawy Spotkania w Galerii „Katowice”, pokaz autorów Encyklopedii (Czarnych Kart) w pracowni na Piastowskiej 1
- 1970 – pokaz Czarnych Kart, Galeria Współczesna KMPiK, Warszawa
- 1971 – Marzenia, fantasmagorie, rojenia, Galeria Pryzmat, Kraków
- 1971 – Nowe zjawiska w sztuce polskiej 1960-1970 (w ramach Wystawy Złote Grono 71), BWA Zielona Góra
- 1972 – Ars – Aquae, Ogólnopolska Wystawa Akwareli i Gwaszy, BWA Katowice
- 1974 – Marzenia, Mity, Wtajemniczenia, BWA w Kłodzku
- 1988 – VI Prezentacje Jeleniogórskiego Środowiska Plastycznego, BWA Jelenia Góra
- 1989 – Medytacja i sztuka, Galeria „Kramy Dominikańskie”, Kraków
- 1995 – Polscy surrealiści, Miejska Galeria Sztuki, Częstochowa
- 1996 – wspólne prezentacje Urszuli Broll, Nyogena Nowaka i Ewy Hadydoń w Tokio oraz Sendai (Japonia)
- 1996 – Oeuvres des peintres de Katowice des annees 1960–1996, La Ma la Ville de Saint-Etienne (Francja), prace ze zbiorów Muzeum Historii Katowic
- 1998 – Kurz Zen, Centrum Sztuki i Techniki Japońskiej Manggha, Kraków
- 1999 – Wspaniały krajobraz. Kolonie artystyczne w Karkonoszach w XX wieku, Muzeum Okręgowe w Jeleniej Górze (część historyczna) i BWA Jelenia Góra (część współczesna), Wrocław, Berlin
- 1999 – Wizjonerzy końca wieku, Muzeum Ziemi Lubuskiej, Zielona Góra
- 2000 – Wspaniały krajobraz. Kolonie artystyczne w Karkonoszach w XX wieku, Ratingen, Hoesel, Goerlitz, Alfeld, Harzburg (Niemcy)
- 2000 – Wokół Wielkiej Góry, Muzeum Karkonoskie w Jeleniej Górze (część historyczna), BWA Jelenia Góra (część współczesna)
- 2001 – Wokół Wielkiej Góry, Zabrze, Herrnhut (Niemcy), Vrchlabi (Czechy)
- 2003 – V Triennale Sztuki Sacrum, miejskie galerie sztuki, Częstochowa, Sopot, Elbląg, Legnica, Wałbrzych, Muzeum ASP we Wrocławiu
- 2003 – ST-53 Twórcy Postawy Ślady, Muzeum Historii Katowic, Katowice
- 2003 – Widoki ulotne, Monschau (Niemcy)
- 2003 – Katowicki Underground Artystyczny po roku 1953, BWA Katowice[13]
- 2006-2007 – Oneiron. Ezoteryczny krąg artystów z Katowic, Muzeum Górnego Śląska w Ratingen, BWA Jelenia Góra, Galerie vytvarneho umeni w Ostravie, Górnośląskie Centrum Kultury w Katowicach
- 2007 – Mandala, Galeria Bielska BWA, Bielsko-Biała
- 2013 – Między biegunami. Polskie kolonie artystyczne, Biennale Filmu i Sztuki w Worpswede (Niemcy)
- 2015 – Urszula Broll-Andrzej Urbanowicz. Niebezpieczne związki, Muzeum Historii Katowic[14]
- 2015 – Kobiety nowoczesne, Galeria Piekary, Poznań
- 2015 – Cień tuszu. Inspiracje dalekowschodnie w sztuce polskiej, Muzeum Azji i Pacyfiku w Warszawie
- 2016 – Silesia Art Biennale, program artystyczno-badawczy, realizowany przez Ośrodek Kultury i Sztuki we Wrocławiu, dokumentacja życia i twórczości,
- 2017 – Elewator sztuki, Galeria Miejska we Wrocławiu[15]
- 2017 – Now is here. 40/40, BWA Jelenia Góra[16]